# Zirkuskunst in der DDR
Zirkuskunst in der DDR ist eine Briefmarkenserie, die in den Jahren 1978 und 1985 von der Deutschen Post der DDR ausgegeben wurde.

## Liste der Ausgaben und Motive
Legende
- Bild: Eine bearbeitete Abbildung der genannten Marke. Das Verhältnis der Größe der Briefmarken zueinander ist in diesem Artikel annähernd maßstabsgerecht dargestellt. Sollten keine Marken abgebildet sein, liegt es daran, dass das Urheberrecht des Künstlers noch nicht erloschen ist.
- Beschreibung: Eine Kurzbeschreibung des Motivs und/oder des Ausgabegrundes. Bei ausgegebenen Serien oder Blocks werden die zusammengehörigen Beschreibungen mit einer Markierung versehen eingerückt.
- Wert: Der Frankaturwert der einzelnen Marke in Pfennig. Ein „+“ bedeutet, dass es sich um eine Zuschlagsmarke handelt (= Frankaturwert + Spende).
- Ausgabedatum: Das Datum des erstmaligen Verkaufs dieser Briefmarke.
- Auflage: Soweit bekannt, wird hier die zum Verkauf angebotene Anzahl dieser Ausgabe angegeben.
- Entwurf: Soweit bekannt, wird hier angegeben, von wem der Entwurf dieser Marke stammt.
- Mi.-Nr.: Diese Briefmarke wird im Michel-Katalog unter der entsprechenden Nummer gelistet.

| Bild | Beschreibung | Wert | Ausgabe- datum     | Auflage   | Entwurf             | Mi.-Nr. |
|      | Zirkuskunst in der DDR (I) Diese und die folgenden drei Marken wurden als Zusammendruck in Viererblockanordnung ausgegeben: - Pyramide mit 7 Artisten | 5    | 26. September 1978 | 3.000.000 | Lothar Grünewald    | 2364    |
|      | - Elefant auf Dreirad | 10   | 26. September 1978 | 3.000.000 | Lothar Grünewald    | 2365    |
|      | - Pferdedressur | 20   | 26. September 1978 | 3.000.000 | Lothar Grünewald    | 2366    |
|      | - Eisbärendressur | 35   | 26. September 1978 | 3.000.000 | Lothar Grünewald    | 2367    |
|      | Zirkuskunst in der DDR (II) Diese und die folgenden drei Marken wurden als Zusammendruck in Viererblockanordnung ausgegeben: - Elefantendressur       | 10   | 12. November 1985  | 3.000.000 | Ralf-Jürgen Lehmann | 2983    |
|      | - Luftakrobatik am Schwungtrapez | 20   | 12. November 1985  | 3.000.000 | Ralf-Jürgen Lehmann | 2984    |
|      | - Radäquilibristik | 35   | 12. November 1985  | 3.000.000 | Ralf-Jürgen Lehmann | 2985    |
|      | - Tigerdressur | 50   | 12. November 1985  | 3.000.000 | Ralf-Jürgen Lehmann | 2986    |